# Allarp, Klippans kommun
Allarp är en småort i Riseberga socken i Klippans kommun, nära ravinen Skäralid och småorten Skäralid vid Söderåsen där vandrarhem, i tidigare stationsbyggnad, samt campingplats finns. Där ligger även Pensionat Söderåsen i det gamla vårdhemmet.